# Plexicushion
Plexicushion ist ein auf Acryl basierender Bodenbelag für Tennis-Hartplätze, der auf der ATP World Tour und WTA Tour verwendet wird. Er wird von der US-amerikanischen Firma Plexipave hergestellt, die in Massachusetts angesiedelt ist.  

## Beschreibung
Es gibt derzeit vier verschiedene Typen von Plexicushion. Der Belag Plexicushion besteht aus einem Plexicushion-Substrat, das aus Latex, Gummi, Plastikpartikeln und der Akryloberfläche Plexipave besteht.

## Australian Open

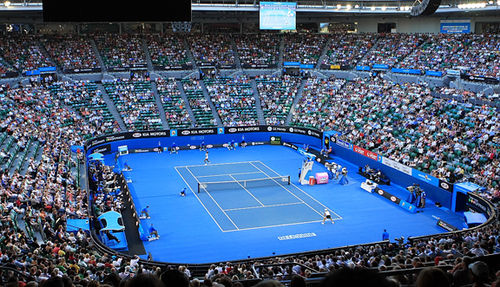
Rod Laver Arena, Australian Open in Plexicushion.

Am 30. Mai 2007 stellten die Organisation der Australian Open sowie Tennis Australia Plexicushion als den neuen Bodenbelag für die Australian Open vor. Der Belag wurde rechtzeitig zu den Australian Open 2008 verlegt, ebenso wie bei einigen Vorbereitungsturnieren zu den Australian Open. Seit 2020 wird dort auf GreenSet gespielt. 